# Tamba
Tamba (japanisch 丹波市 Tamba-shi; alternative Romanisierung Tanba-shi) ist eine Stadt im Westen der namensgebenden Provinz Tamba im Landesinneren der japanischen Präfektur Hyōgo auf der Hauptinsel Honshū.

## Geographie
Tamba liegt nördlich von Kōbe, südlich von Asago und westlich von Fukuchiyama.

## Geschichte
Die Stadt ging am 1. April 2004 aus dem Zusammenschluss der Chō Aogaki (青垣町, -chō), Ichijima (市島町, -chō), Kaibara (柏原町, -chō), Kasuga (春日町, -chō), Sannan (山南町, -chō) und Hikami (氷上町, -chō) hervor.

## Verkehr
- Straße
  - Maizuru-Wakasa-Autobahn
  - Nationalstraße 175, 176, 427, 429, 483
- Zug
  - JR Fukuchiyama-Linie
  - JR Kakogawa-Linie

## Angrenzende Städte und Gemeinden
- Präfektur Hyōgo
  - Sasayama
  - Nishiwaki
  - Asago
  - Taka
- Präfektur Kyōto
  - Fukuchiyama

## Söhne und Töchter der Stadt
- Andō Hirotarō (1871–1958), Agrarwissenschaftler
- Ōnishi Takijirō (1891–1945), Admiral
- Takeo Kanade (* 1945), japanischer Informatiker

## Partnerstadt
- Auburn, Washington, Vereinigte Staaten (seit 1969)